# Alea iacta est

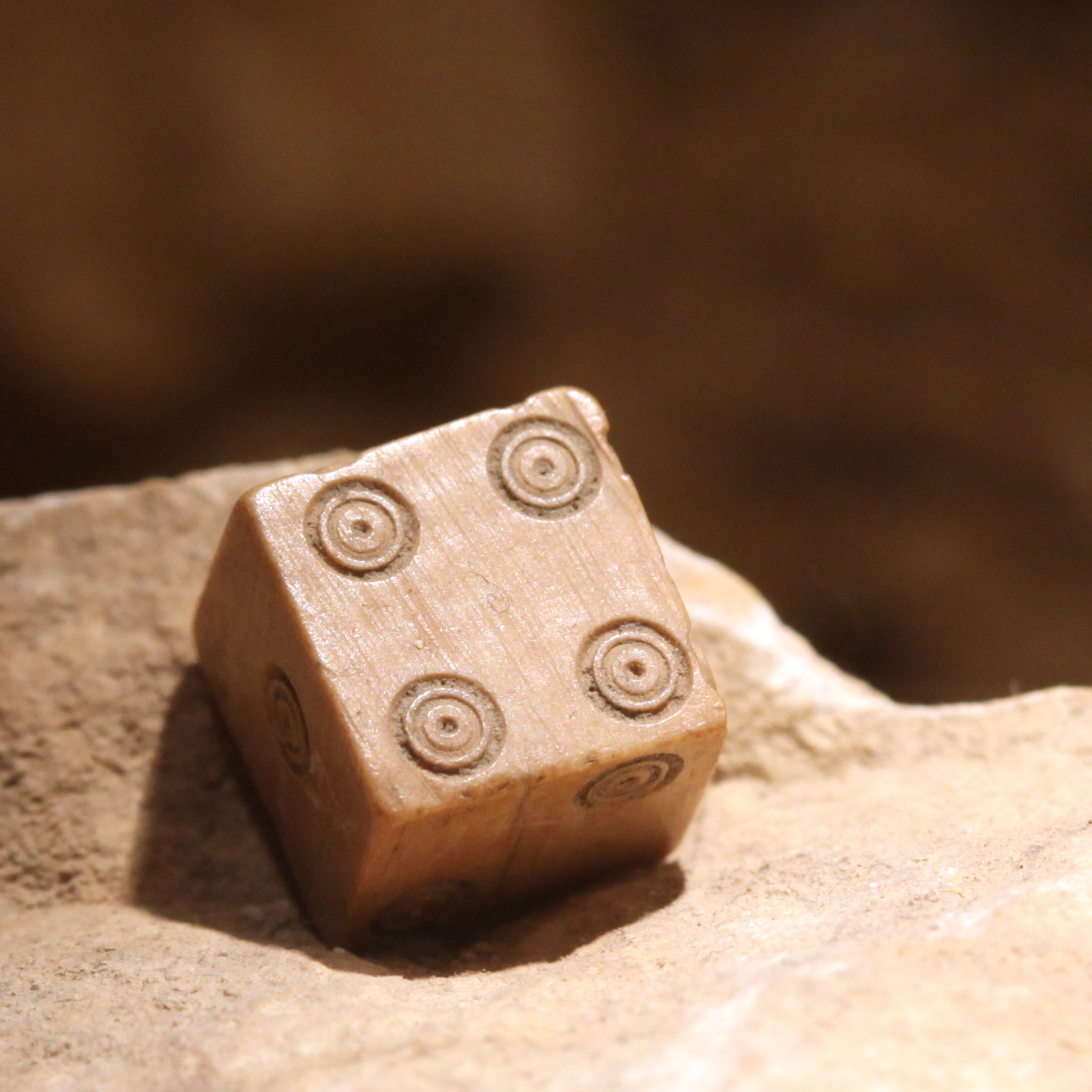
Antiker Spielwürfel

Alea iacta est ist die lateinische Übersetzung eines griechischen Ausdrucks. Übersetzt bedeutet er in etwa: „Der Würfel ist geworfen (worden)“. Der Ausspruch beschreibt die Situation, in der eine Ereigniskette oder Handlung, deren Ausgang nicht absehbar ist, unwiderruflich begonnen hat und mit all ihren noch unabsehbaren Folgen nicht mehr rückgängig gemacht oder zurückgenommen werden kann.
Traditionell wird der Spruch leicht unterschiedlich übersetzt, nämlich als „der Würfel ist gefallen“ oder – unter Vernachlässigung des Numerus – „die Würfel sind gefallen“. In dieser Form wird der Ausspruch auch im Deutschen als Sprichwort verwendet und soll bedeuten, dass „die Sache entschieden“ ist bzw. der Point of no Return überschritten wurde, sodass bestimmte Konsequenzen unumkehrbar sind oder unausweichlich bevorstehen.

### Sueton
Unsere Verwendung dieses Ausspruchs in der lateinischen Formulierung geht auf Suetons Biographie von Gaius Iulius Caesar zurück: Am 10. Januar 49 v. Chr. erschien jener mit seiner Armee am Rubikon, dem Grenzfluss zwischen der Provinz Gallia cisalpina und dem italienischen Kernland, das kein römischer Feldherr mit seinen Truppen betreten durfte. Zunächst soll Caesar gesagt haben:

“Etiam nunc regredi possumus; quod si ponticulum transierimus, omnia armis agenda erunt.”

„Noch können wir zurück; wenn wir diese kleine Brücke überschreiten, wird alles mit Waffen auszutragen sein.“

Während er noch unschlüssig verharrte, sei eine riesige Gestalt erschienen, habe einem seiner Trompeter das Instrument entrissen, Alarm geblasen und den Fluss durchschritten. Daraufhin habe Cäsar gesagt:

“Eatur quo deorum ostenta et inimicorum iniquitas vocat. Iacta alea est.”

„Dorthin gehe es, wohin der Götter Zeichen und der Feinde Unrecht ruft. Geworfen ist der Würfel.“

Damit machte Caesar deutlich, dass seine Tat unwiderruflich Folgen haben würde, deren Ausgang jedoch noch nicht absehbar war.

### Plutarch
Nach den parallelen Quellen hat sich Cäsar als gebildeter Patrizier allerdings des griechischen Ausdrucks „ἀνερρίφθω κύβος“ [anerriphtho kybos] bedient.
So berichtet Plutarch:

«[7] […] πολλὰ  δὲ καὶ τῶν φίλων τοῖς παροῦσιν, ὧν ἦν καὶ Πολλίων  Ἀσίνιος, συνδιηπόρησεν, ἀναλογιζόμενος ἡλίκων κακῶν ἄρξει πᾶσιν ἀνθρώποις ἡ διάβασις, ὅσον τε λόγον αὐτῆς τοῖς αὖθις ἀπολείψουσι. [8] τέλος δὲ μετὰ θυμοῦ τινος ὥσπερ ἀφεὶς ἑαυτὸν ἐκ τοῦ λογισμοῦ πρὸς τὸ μέλλον, καὶ τοῦτο δὴ τὸ κοινὸν τοῖς εἰς τύχας ἐμβαίνουσιν ἀπόρους καὶ τόλμας προοίμιον ὑπειπὼν ἀνερρίφθω κύβος ὥρμησε πρὸς τὴν διάβασιν.»

„[7] […] Lange unterhielt er [Caesar] sich mit seinen Freunden, die ihn begleiteten, darunter Asinius Pollio. Er führte die Übel vor Augen, die die Überquerung des Flusses zur Folge haben könnte, und welches Urteil die Nachwelt über ihn fällen würde. [8] Schließlich verwarf er voll Leidenschaft alle Berechnungen und überließ sich dem, was kommen würde. Dabei sprach er die Worte derer, die einem ungewissen und gefährlichen Schicksal entgegengehen: Hochgeworfen sei der Würfel und setzte sich zur Überquerung in Bewegung.“

Die Erwähnung des Gaius Asinius Pollio deutet darauf hin, dass sich Plutarch (wie schon Sueton) bei seinem Bericht auf den Augenzeugen Pollio stützte, von dem bekannt ist, dass er ein (heute verlorenes) Geschichtswerk über den Bürgerkrieg verfasst hatte. Auch die dem Asinius Pollio gewidmete Ode II 1 von Horaz enthält eine Anspielung (periculosae plenum opus aleae, Vers 6), die diese Annahme stützt.
Im Leben des Pompejus berichtet Plutarch explizit, dass der Ausspruch auf Griechisch gefallen sei:

«Ἑλληνιστὶ πρὸς τοὺς παρόντας ἐκβοήσας ἀνερρίφθω κύβος διεβίβαζε τὸν στρατόν.»

„In griechischer Sprache sprach er [Caesar] mit lauter Stimme zu den Anwesenden ‚Hochgeworfen sei der Würfel‘ und führte das Heer hinüber.“

### Appian
Appian zitiert den Ausspruch invertiert und mit Artikel („ho kybos anerriphtho“):

«καὶ πρὸς τοὺς παρόντας εἶπεν ἀνενεγκών: “ἡ μὲν ἐπίσχεσις, ὦ φίλοι, τῆσδε τῆς διαβάσεως ἐμοὶ κακῶν ἄρξει, ἡ δὲ διάβασις πᾶσιν ἀνθρώποις.” καὶ εἰπὼν οἷά τις ἔνθους ἐπέρα σὺν ὁρμῇ, τὸ κοινὸν τόδε ἐπειπών: “ὁ κύβος ἀνερρίφθω”.»

„Wieder aufmerkend sprach er [Caesar] zu den Anwesenden: ‚Auf diese Überquerung zu verzichten, meine Freunde, wird das schlimmste Übel für mich sein, sie zu unternehmen, das schlimmste Übel für alle Menschen.‘ Dann, wie von einer Eingebung durchdrungen, sagte er diesen geläufigen Satz: ‚Der Würfel sei hochgeworfen!‘“

Auch hieraus geht hervor, dass es sich um eine oft verwendete Redensart handelte.

### Menander
Nach Athenäus von Naukratis ist der Ausspruch selbst schon spätestens im 3. Jahrhundert v. Chr. bei Menander belegt:

«Α. […] οὐ γαμεῖς, ἂν νοῦν ἔχῃς, τοῦτον καταλείπων τὸν βίον. Γεγάμηκα γὰρ καὐτος· διὰ τοῦτό σοι παραινῶ μὴ γαμεῖν.

Β. Δεδογμένον τὸ πρᾶγμ’· ἀνερρίφθω κύβος.»

„A. Wenn du Verstand hast, heiratest du nicht und gibst nicht das Leben auf, das du führst. Ich war verheiratet, deshalb rate ich dir, es nicht zu tun.

B. Warten wir die Sache ab. Der Würfel werde geworfen!“

## Historischer Hintergrund
Die Überschreitung des Rubikon ist folgendermaßen zu sehen: Im Triumvirat mit Pompejus und Crassus war Caesar das deutlich schwächste Mitglied gewesen. Durch den Tod des Crassus im Jahre 53 v. Chr. und seine eigenen Erfolge im Gallischen Krieg bis 51 v. Chr. hatte sich das Gleichgewicht zu Cäsars Gunsten verschoben. Pompejus plante daher, den Gegner durch ein Gerichtsverfahren auszuschalten. Dazu musste er das Ende von Caesars Statthalterschaft in Gallien und Illyrien abwarten und dann verhindern, dass Cäsar ein neues Amt erwarb, welches ihm eine neue Immunität eingebracht hätte.
Caesars Dilemma war, dass er als Provinzstatthalter Rom nicht betreten durfte, sich jedoch in Rom als Konsul zur Wahl stellen wollte. Hätte er auch nur für die kurze Zeit seiner Bewerbung sein Amt niedergelegt, hätte man ihn unter Anklage stellen können, wie sein Feind Cato schon angekündigt hatte. Die Volkstribunen hatten zwar für Caesar eine Ausnahmeregelung geschaffen, dass er sich auch in Abwesenheit um das Konsulat bewerben durfte, sein Gegner Pompejus hatte diese Regelung jedoch ausgehebelt.
Der Rubikon war nun die Grenze zwischen Caesars Provinz Gallien und Italien. Als Caesar am 10. Januar 49 v. Chr. den Rubikon überschritt – vorgeblich, um die Befugnisse der Volkstribunen gegen die Maßnahmen des Pompeius zu schützen –, beging er einen klaren Rechtsverstoß. Damit wurde die bis dahin unterschwellige Feindschaft offenbar und der Bürgerkrieg brach aus. Caesars Gegner, die im Glauben waren, er sei mit seiner ganzen Heeresmacht in Italien eingefallen, ergriffen sofort die Flucht. Caesar war jedoch, um schneller zu sein, mit lediglich 5300 Mann angerückt. Die eigentliche Entscheidung fiel erst etliche Monate später in der Schlacht von Pharsalos.
Der Ausspruch bezieht sich einerseits auf die nunmehr unwiderruflich eintretenden Rechtsfolgen der begangenen Gesetzesübertretung – der Würfel ist in der Luft und nicht mehr in der Hand –, andererseits auf das Risiko des unklaren Ausgangs: der Würfel kann auf jede Seite fallen. Hier wird der Unterschied zur geläufigen deutschen Übersetzung besonders deutlich.